# Greekazo
Alexander Cielma Miliarakis, mer känd under artistnamnet Greekazo, född 30 mars 2001 i Hässelby, Stockholm, är en svensk-polsk-grekisk rappare och gangstarappare.

## Biografi
Greekazo är uppvuxen i Stockholmsförorten Hässelby.
Greekazo började sin karriär den 31 juli 2019 med debutsingeln Hotspot som fick 23 miljoner lyssningar på Spotify. Den fick även mycket visningar på Youtube, men efter några månader togs videon ner då Greekazos YouTube-kanal blivit hackad.
Greekazo gästade senare 1.Cuzs låt FÖRSENT. Låten fick över 20 miljoner lyssningar på Spotify och över 7 miljoner visningar på Youtube. FÖRSENT är även introlåten till Netflix-serien Snabba cash som hade premiär i april 2021.
Han släppte sitt debutalbum GÖR NU, TÄNK SEN den 30 mars 2020. Albumet innehåller 8 låtar och gästas av 1.Cuz, K27 och Dree Low. Låtarna är producerade av PJ Pipe It Up, Yei Gonzalez och DnoteOnTheBeat.
Alexanders låtar har spelats över 130 miljoner gånger på Spotify.
I december 2019 intervjuades Greekazo i TV4-programmet Malou efter tio. Han hade bjudits in för att prata om sin karriär, men intervjun kom istället att handla om hans syn på kriminalitet och droger. Intervjun mötte kritik och ledde till skriverier och debatt i flera olika medier. Intervjun blev även viral och fick ett stort antal visningar på videoplattformen Youtube.

## Diskografi

### Album & EP
- 2020 – GÖR NU, TÄNK SEN, HotSpot Music
- 2021 – 6TON5, HotSpot Music/Iconic Music

### Singlar
| Datum | Titel       | Sverigetopplistan |
| ----- | ----------- | ----------------- |
| 2019  | "HotSpot"   | 3                 |
| 2019  | "Sprayad"   | 3                 |
| 2019  | "Apoteket"  | 10                |
| 2019  | "Försent"   | 2                 |
| 2020  | "Ice Cream" | 2                 |
| 2020  | ''PUTA''    |                   |